# The River of Dreams
The River of Dreams è un singolo del cantante statunitense Billy Joel, pubblicato nel 1993 ed estratto dall'album River of Dreams.
Il brano è stato candidato al Grammy Award alla registrazione dell'anno nel 1994.

## Video musicale
Il video musicale è stato diretto da Andy Morahan e girato in Connecticut.

## Tracce
CD
1. The River of Dreams
2. The River of Dreams (Percapella mix)
3. The Great Wall of China